# Šaškovec
Šaškovec je bivše naselje u Hrvatskoj, nalazi se u Dugom Selu u Zagrebačkoj županiji.

## Položaj
Naselje se nalazi istočno od središta Dugog Sela u Zagrebačkoj županiji. Naselje se nalazi na 106 metara nadmorske visine.

## Stanovništvo
Naselje je imalo najviše stanovnika prema popisu iz 1900. godine, nakon čega je ukinuto i pripojeno Dugom Selu
| broj stanovnika | 168   | 184   | 221   | 381   | 465   |       |       |       |       |       |       |       |       |       |       |       |
|                 | 1857. | 1869. | 1880. | 1890. | 1900. | 1910. | 1921. | 1931. | 1948. | 1953. | 1961. | 1971. | 1981. | 1991. | 2001. | 2011. |